# NGC 6881
NGC 6881 ist ein planetarischer Nebel im Sternbild Schwan am Nordsternhimmel, der schätzungsweise 18.000 Lichtjahre vom Sonnensystem entfernt ist. Er besteht aus einem inneren Nebel, etwa ein Fünftel Lichtjahr durchmessend, und einer symmetrischen Struktur, etwa ein Lichtjahr von Spitze zu Spitze. Im Zentrum des Objekts befindet sich ein sterbender Stern mit etwa 60 Prozent der Masse unserer Sonne.
Der Nebel wurde am 25. November 1881 von Edward Charles Pickering entdeckt.